# Bourg-en-Lavaux
Bourg-en-Lavaux je obec v západní (frankofonní) části Švýcarska, v kantonu Vaud, v okrese Lavaux-Oron. Žije zde přibližně 5 400 obyvatel.
Obec vznikla k 1. lednu 2011 sloučením doposud samostatných obcí Cully, Epesses, Grandvaux, Riex a Villette (Lavaux).

## Geografie
Bourg-en-Lavaux se nachází ve vinařské oblasti Lavaux na severním břehu Ženevského jezera, asi 15 km východně od Lausanne a 10 km západně od Vevey. Obec sousedí na severu se Savigny, na severovýchodě s obcí Forel (Lavaux), na východě s Puidoux, na jihu se Ženevským jezerem a na západě s Lutry.

## Zajímavosti
Terasovitě upravené svahy místní vinařské oblasti Lavaux jsou zařazeny do seznamu světového kulturního dědictví UNESCO.